# Diana Iljine

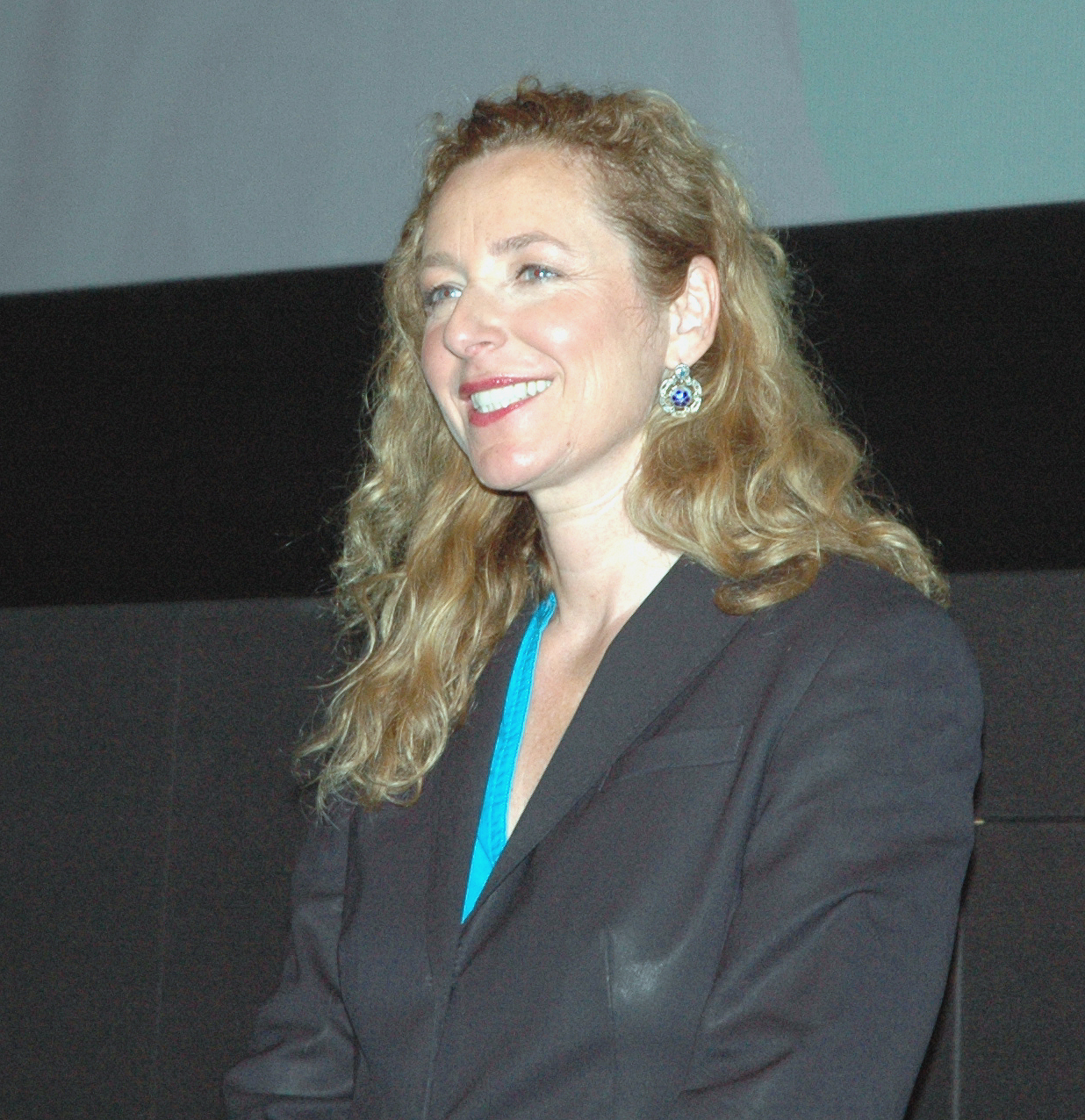
Diana Iljine (2014)

Diana Iljine (* 13. September 1964 in Frankfurt am Main) ist eine deutsche Kommunikationswissenschaftlerin. Von 2011 bis 2023 war sie Leiterin des Filmfests München.

## Leben
Iljine studierte in München Kommunikationswissenschaften und arbeitete während ihres Studiums als Aufnahmeleiterin und Produktionsassistentin bei diversen Film- und Fernsehproduktionen.
Ihre Magisterarbeit schrieb sie über den 2011 verstorbenen Filmproduzenten Bernd Eichinger. Daraus entstand 1997 das Buch „Der Produzent“, welches zum Standardwerk avancierte.
Nach dem Studium war Iljine beim ZDF in Mainz in der Nachrichtenredaktion von heute tätig. 1991 erhielt sie ein Forschungsstipendium für die Medienakademie Carat-Espace in Paris.
Anschließend war sie Assistentin des Programmdirektors und Filmredakteurin in der Programmplanung bei Premiere (heute Sky) in Hamburg unter der Leitung von Rudolf Klausnitzer.
Ende 1993 ging sie als Programmeinkäuferin für Spielfilme, Serien und Cartoons zu RTL II. Ein Jahr später wurde sie dort unter der Leitung von Christoph Mainusch und Gerhard Zeiler Leiterin des Programmeinkaufs. Von 1997 bis 2002 war sie bei der Deutschen Telekom als Content-Managerin für den Aufbau des digitalen TV-Bereichs tätig. Anschließend baute sie im Auftrag von Telepool den zentralen Programmeinkauf für den Bayerischen Rundfunk auf und leitete ihn.
Seit Februar 2008 war sie als freie Beraterin im Medienbereich tätig. 2011 beendete sie ihr zweites Studium, ein Wirtschaftsstudium/MBA an der Steinbeis-Hochschule Berlin.
Seit August 2011 ist sie die Leiterin des Filmfest München sowie des Internationalen Festivals der Filmhochschulen München. Iljine sammelte im Vorfeld schon Erfahrungen beim Filmfest, da sie als Studentin über zehn Jahre hinweg in den Bereichen Presse und Gästeorganisation tätig war. Im Mai 2023 wurde bekannt, dass Iljine ihre Tätigkeit für das Filmfest München zum 1. Oktober 2023 vorzeitig beendet.
Iljine ist außerdem Vorstandsmitglied im Kuratorium junger deutscher Film.

## Auszeichnungen
- 2016: Bayerische Europa-Medaille ausgezeichnet.[5]

- 2021: Ordre des Arts et des Lettres (Chevalier) für ihre außerordentlichen Verdienste für die kulturelle Zusammenarbeit zwischen Deutschland und Frankreich, insbesondere für die Förderung des französischen Kinos in Deutschland im Rahmen ihrer Tätigkeit als Leiterin des Filmfests München.[6]

- 2022 zeichnete der bayerische Ministerpräsident Markus Söder Diana Iljine mit dem Bayerischen Verdienstorden aus.[7][8]